# Campionato mondiale di baseball
Il campionato mondiale di baseball è stata una manifestazione sportiva di baseball a livello internazionale, gestita e organizzata dalla International Baseball Federation (IBAF). Il campionato si svolse annualmente dal 1938 al 1953 saltando le edizioni del 1946 e 1949. Riprese nel 1963 con cadenza irregolare, ogni due, tre o quattro anni.
Fino al 1996 potevano partecipare al torneo solo giocatori dilettanti. A partire dal 1996 è stato permesso anche ai giocatori di serie minori professionistiche di partecipare. La nazionale che ha vinto più mondiali è Cuba con 25 vittorie. L'IBAF ha cancellato il torneo in favore di un allargamento del World Baseball Classic.
In seguito, la World Baseball Softball Confederation nata nel 2013 a seguito della fusione tra la International Softball Federation e la International Baseball Federation, ha annunciato che al posto del Campionato mondiale di baseball si sarebbe tenuto dal 2015 con cadenza quadriennale il WBSC Premier 12, torneo riservato alle 12 squadre nazionali con il più alto ranking mondiale.

## Edizioni
Nelle varie edizioni Cuba rappresenta la nazione più titolata con ben 25 ori, seguiti da Stati Uniti e Venezuela. La nazionale italiana non ha mai vinto una medaglia, il miglior risultato di sempre è stato un quarto posto nell'edizione casalinga del 1998.
| Anno                  | Ospitante             |                 | Final four      | Final four      | Final four      | Final four      | Final four |  | Squadre |
| Anno                  | Ospitante             | Oro             | Argento         | Bronzo          | 4º posto        | 4º posto        |            |  | Squadre |
| 1938 Dettagli         | Gran Bretagna         | Regno Unito     | Stati Uniti     | –               | –               | –               | 2          |  |         |
| 1939 Dettagli         | Cuba                  | Cuba            | Nicaragua       | Stati Uniti     | –               | –               | 3          |  |         |
| 1940 Dettagli         | Cuba                  | Cuba            | Nicaragua       | Stati Uniti     | Hawaii          | Venezuela       | 7          |  |         |
| 1941 Dettagli         | Cuba                  | Venezuela       | Cuba            | Messico         | Panama          | Panama          | 9          |  |         |
| 1942 Dettagli         | Cuba                  | Cuba            | Rep. Dominicana | Venezuela       | Messico         | Messico         | 5          |  |         |
| 1943 Dettagli         | Cuba                  | Cuba            | Messico         | Rep. Dominicana | Panama          | Panama          | 4          |  |         |
| 1944 Dettagli         | Venezuela             | Venezuela       | Messico         | Cuba            | Panama          | Panama          | 8          |  |         |
| 1945 Dettagli         | Venezuela             | Venezuela       | Colombia        | Panama          | Nicaragua       | Nicaragua       | 6          |  |         |
| 1947 Dettagli         | Colombia              | Colombia        | Porto Rico      | Nicaragua       | Messico         | Messico         | 9          |  |         |
| 1948 Dettagli         | Nicaragua             | Rep. Dominicana | Porto Rico      | Colombia        | Messico         | Messico         | 8          |  |         |
| 1950 Dettagli         | Nicaragua             | Cuba            | Rep. Dominicana | Venezuela       | Panama          | Panama          | 12         |  |         |
| 1951 Dettagli         | Messico               | Porto Rico      | Venezuela       | Cuba            | Rep. Dominicana | Rep. Dominicana | 11         |  |         |
| 1952 Dettagli         | Cuba                  | Cuba            | Rep. Dominicana | Porto Rico      | Panama          | Panama          | 13         |  |         |
| 1953 Dettagli         | Venezuela             | Cuba            | Venezuela       | Nicaragua       | Rep. Dominicana | Rep. Dominicana | 11         |  |         |
| 1961 Dettagli         | Costa Rica            | Cuba            | Messico         | Venezuela       | Panama          | Panama          | 10         |  |         |
| 1965 Dettagli         | Colombia              | Colombia        | Messico         | Porto Rico      | Panama          | Panama          | 9          |  |         |
| 1969 Dettagli         | Repubblica Dominicana | Cuba            | Stati Uniti     | Rep. Dominicana | Venezuela       | Venezuela       | 11         |  |         |
| 1970 Dettagli         | Colombia              | Cuba            | Stati Uniti     | Porto Rico      | Colombia        | Colombia        | 12         |  |         |
| 1971 Dettagli         | Cuba                  | Cuba            | Colombia        | Nicaragua       | Porto Rico      | Porto Rico      | 10         |  |         |
| 1972 Dettagli         | Nicaragua             | Nicaragua       | Cuba            | Stati Uniti     | Giappone        | Giappone        | 16         |  |         |
| 1973 (FIBA) Dettagli  | Cuba                  | Cuba            | Porto Rico      | Venezuela       | Rep. Dominicana | Rep. Dominicana | 8          |  |         |
| 1973 (FEMBA) Dettagli | Nicaragua             | Stati Uniti     | Nicaragua       | Porto Rico      | Colombia        | Colombia        | 11         |  |         |
| 1974 Dettagli         | Stati Uniti           | Stati Uniti     | Nicaragua       | Colombia        | Rep. Dominicana | Rep. Dominicana | 9          |  |         |
| 1976 Dettagli         | Colombia              | Cuba            | Porto Rico      | Giappone        | Nicaragua       | Nicaragua       | 11         |  |         |
| 1978 Dettagli         | Italia                | Cuba            | Stati Uniti     | Corea del Sud   | Giappone        | Giappone        | 11         |  |         |
| 1980 Dettagli         | Giappone              | Cuba            | Corea del Sud   | Giappone        | Stati Uniti     | Stati Uniti     | 12         |  |         |
| 1982 Dettagli         | Corea del Sud         | Corea del Sud   | Giappone        | Stati Uniti     | Taipei cinese   | Taipei cinese   | 10         |  |         |
| 1984 Dettagli         | Cuba                  | Cuba            | Taipei cinese   | Stati Uniti     | Giappone        | Giappone        | 13         |  |         |
| 1986 Dettagli         | Amsterdam             | Cuba            | Corea del Sud   | Taipei cinese   | Stati Uniti     | Stati Uniti     | 12         |  |         |
| 1988 Dettagli         | Italia                | Cuba            | Stati Uniti     | Taipei cinese   | Giappone        | Giappone        | 12         |  |         |
| 1990 Dettagli         | Canada                | Cuba            | Nicaragua       | Corea del Sud   | Porto Rico      | Porto Rico      | 12         |  |         |
| 1994 Dettagli         | Nicaragua             | Cuba            | Corea del Sud   | Giappone        | Nicaragua       | Nicaragua       | 16         |  |         |
| 1998 Dettagli         | Italia                | Cuba            | Corea del Sud   | Nicaragua       | Italia          | Italia          | 16         |  |         |
| 2001 Dettagli         | Taiwan                | Cuba            | Stati Uniti     | Taipei cinese   | Giappone        | Giappone        | 16         |  |         |
| 2003 Dettagli         | Cuba                  | Cuba            | Panama          | Giappone        | Taipei cinese   | Taipei cinese   | 16         |  |         |
| 2005 Dettagli         | Paesi Bassi           | Cuba            | Corea del Sud   | Panama          | Paesi Bassi     | Paesi Bassi     | 18         |  |         |
| 2007 Dettagli         | Taiwan                | Stati Uniti     | Cuba            | Giappone        | Paesi Bassi     | Paesi Bassi     | 16         |  |         |
| 2009 Dettagli         | Italia                | Stati Uniti     | Cuba            | Canada          | Porto Rico      | Porto Rico      | 22         |  |         |
| 2011 Dettagli         | Panama                | Paesi Bassi     | Cuba            | Canada          | Stati Uniti     | Stati Uniti     | 16         |  |         |

## Medagliere
| Posizione | Nazione         | Oro | Argento | Bronzo | Totale |
| --------- | --------------- | --- | ------- | ------ | ------ |
| 1         | Cuba            | 25  | 4       | 2      | 31     |
| 2         | Stati Uniti     | 4   | 7       | 4      | 15     |
| 3         | Venezuela       | 3   | 2       | 4      | 9      |
| 4         | Colombia        | 2   | 2       | 2      | 6      |
| 5         | Corea del Sud   | 1   | 5       | 2      | 8      |
| 6         | Porto Rico      | 1   | 4       | 4      | 9      |
| 7         | Rep. Dominicana | 1   | 3       | 2      | 6      |
| 8         | Regno Unito     | 1   | 0       | 0      | 1      |
| 8         | Paesi Bassi     | 1   | 0       | 0      | 1      |
| 10        | Nicaragua       | 0   | 5       | 5      | 10     |
| 11        | Messico         | 0   | 4       | 1      | 5      |
| 12        | Giappone        | 0   | 1       | 5      | 6      |
| 13        | Taipei cinese   | 0   | 1       | 3      | 4      |
| 14        | Panama          | 0   | 1       | 2      | 3      |
| 15        | Canada          | 0   | 0       | 2      | 2      |